# LiuGong
A LiuGong (eredetileg Kuanghszi LiuGong Machinery Corporation) egy kínai multinacionális vállalat, amely elsősorban építőipari gépek gyártásával foglalkozik, székhelye pedig a kínai Liozhou városában található. Ez a világ tizedik legnagyobb építőipari eszközöket gyártó vállalata a piaci részesedés alapján (és a legnagyobb Kínában), illetve a világ legnagyobb homlokrakodó gyártója.
A LiuGongot 1958-ban Liuzhouban alapították. Termékei között találhatóak markolók, homlokrakodók, buldózerek, kompaktrakodók, targoncák, motoros földgyaluk, kotrógépek, hosszú gémű kotrók, lánctalpas daruk, mini kotrógépek, fúrógépek, kotrórakodók, bányászati dömperek és betonipari berendezések is. A vállalat részvényeit a sencseni tőzsdén jegyzik.

## Története

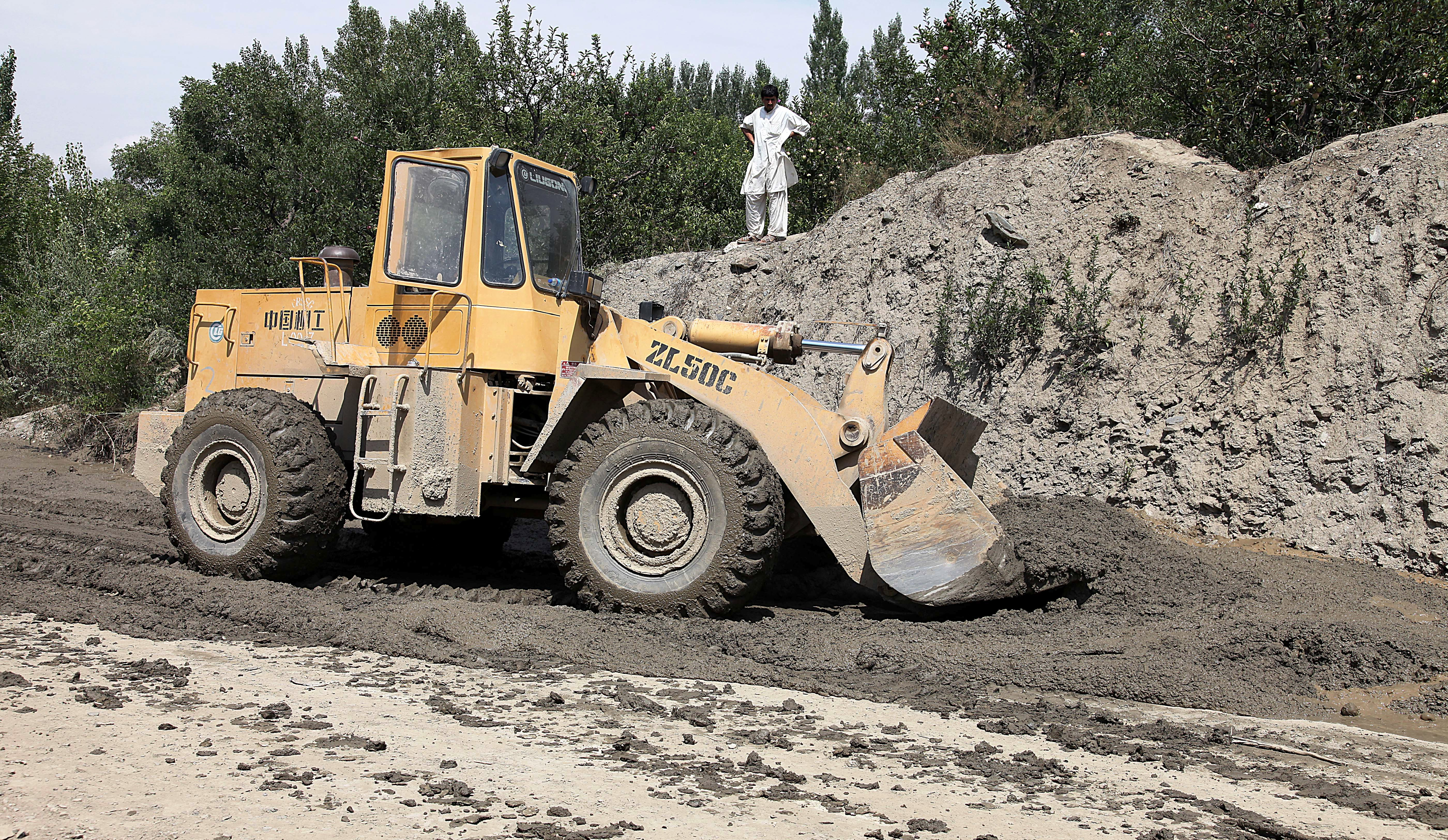
Liugong ZL50C homlokrakodó

Az 1958-as liuzhoui megalapítást követően a vállalat két éven belül megkezdte a buldózerek gyártását. Az első, ekkor még 80 lóerős darabok 1960-ban gördültek le a gyártósorról, 1966-ban pedig a vállalat alkotta meg Kína első modern homlokrakodóját, a Z435-öt.
1970-ben dobták piacra Kína első csuklós rakodóját, a ZL450-et, 1975-ben pedig sor került a ZL90-es kerekes rakodó legyártására. 1986-ban létrehozták az ország legnagyobb rakodóját, a ZL100B-t. Első kotrógépüket 1992-ben állították elő, ez volt a 40 tonnás WY40A.
1993 nagy fordulópontot jelentett a cég számra, ebben az évben vezették be ugyanis értékpapírjaikat a sencseni tőzsdére. Hogy a modern nyugati technológiákhoz hozzáférhessen és azokat felhasználhassa saját termékeihez is, a vállalat 1995-ben partnerségi megállapodást kötött a német ZF Friedrichshafen gyártócéggel. Ez a partnerség még napjainkban is aktív.
2000-ben a vállalat megvásárolta a Jiangyin Roller vállalatot, nem sokkal ezután pedig kiterjesztette termékkínálatát, immáron 12 különféle termékvonalat kínálva. Ezen termékvonalak már akkor lefedték az építőipari berendezések és speciális gépek szinte minden területét, beleértve az anyagmozgatókat és a mobil darukat is.
Az évek során egyre terjeszkedő cég 2002-ben hozta létre sanghaji villástargonca-üzemét, 2003-ban pedig megalapították a kompakt munkagépek gyártására specializálódott Csiangszu LiuGong leányvállalatot. 2006-ban újabb gyárat építettek, ezúttal Labaóban. Ugyanebben az évben rekordforgalmat értek el, világszerte több mint 20 ezer legyártott és értékesített rakodógéppel, és összesen több mint százezer egységet gyártanak le.
2007-ben a LiuGong megvásárolta az Anhui Crane vállalatot, ezzel megvetve a lábát Indiában is, egy évvel később pedig megnyitották észak-amerikai és latin-amerikai részlegeiket. Indiában felépített kerekes rakodókat gyártó üzemük 2009-ben kezdi meg a munkát.
Korábbi rekordját a cég néhány év múlva már jelentősen felülmúlta – 2010-ben ünnepelhették az első olyan évet, amikor világszerte több mint 200 ezer rakodógépet értékesítettek. Ugyanebben az évben megvásárolták a Sanghaj Hold vállalatot, amely lehetővé tette a LiuGong számára, hogy termékkínálatába bevezesse a cementipari berendezéseket is, illetve felépítették legújabb üzemüket a Csiangszu tartományban található Csangcsou városában. Ebben az évben a vállalat értékesítésből származó bevételei meghaladták a 18 milliárd jüant (azaz több mint 2,2 milliárd eurót).
2010-ben a vállalatnak jelentősen sikerült kiterjesztenie jelenlétét a globális piacon, ekkor alapították meg ugyanis európai, csendes-óceáni, dél-afrikai és közel-keleti részlegeiket is.
Egy évvel később együttműködési megállapodást kötöttek a Cummins vállalattal középkategóriás motorok gyártására. 2012-ben felvásárolták a Lengyelországban működő HSW (Huta Stalowa Wola) vállalatot. A drezdai székhelyű cég megszerzésével vetették meg lábukat az európai buldózerek piacán. A vállalat ezzel a stratégiai jelentőségű akvizícióval szerzett hozzáférést az európai építőipari gépek piacához. 2012-ben a LiuGong több mint 42 ezer terméket adott el, teljes árbevétele meghaladta a 2 milliárd dollárt. Ugyanebben az évben megújították a ZF német vállalattal először még 1995-ben kötött együttműködési megállapodásukat. Ebben az évben már a globális kerekes rakodó piac 14,4 százalékát birtokolták, illetve a régió piacának 20,2 százalékát.
A cég 2012-ben már a világpiac vezetőjének mondhatta magát. Napjainkban már szinte minden európai, amerikai és ázsiai országban jelen vannak termékeik. A LiuGong termékeket Magyarországon kizárólagosan forgalmazó Best Machinery Kft. szerint hazánkban több mint 200, a LiuGong által gyártott munkagép működik.

## Tevékenysége

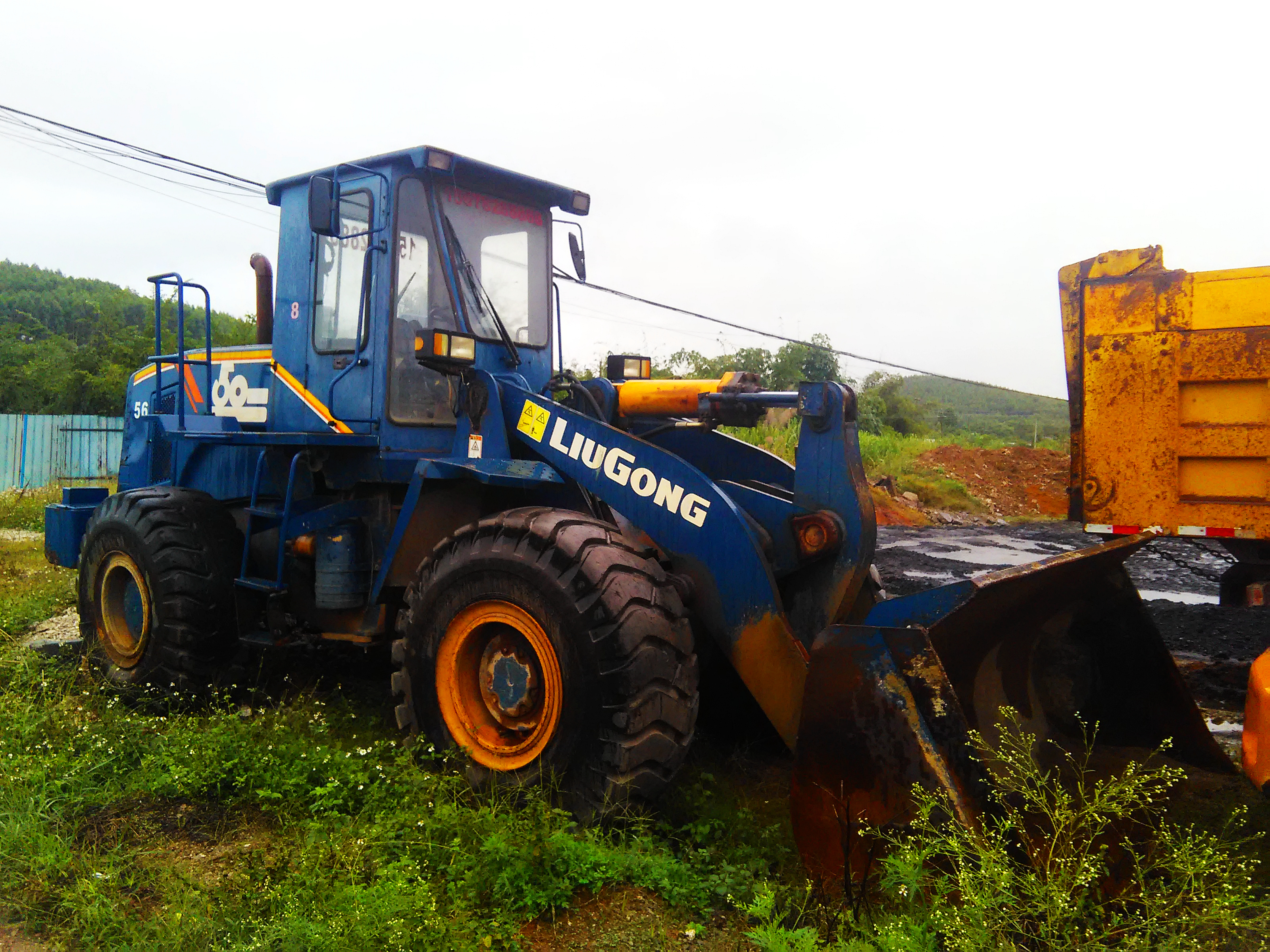
Liugong Blue Wheel homlokrakodó

A vállalat napjainkban több mint ezer kutatómérnököt foglalkoztat üzemeiben, gyáraiban és kutatólétesítményeiben világszerte. A LiuGong jelenleg 24 létesítményt tart fenn, amelyekben összesen több mint 19 ezer embert foglalkoztat.
A vállalat ma már 16 különféle termékvonalat gyárt, amelyek között szinte mindenfajta építőipari gép megtalálható. Egyik legismertebb termékvonaluk világszerte a targoncáké, a cég ugyanis dízel- gáz- és elektromos üzemű targoncák előállításával is foglalkozik már évtizedek óta.
Eladói hálózatuk összesen 2650 értékesítési pontból és 440 viszonteladóból áll, amelyeket tíz, a mérnöki, marketing- és terméktámogatással foglalkozó regionális központ felügyel. Ezen felül tíz lerakatot tartanak fenn világszerte. A LiuGong birodalma igen kiterjedt, leányvállalataik működnek a dél-afrikai Johannesburgban, az ausztráliai Sydneyben, a brazil Belo Horezontéban, Dubajban, az indiai Új-Delhiben, a lengyel Stalowa Wolában, az oroszországi Moszkvában, Szingapúrban és a texasi Houstonban, illetve számos helyen Európában.
2012-ben a vállalat több mint 81 millió dollárt költött K+F programok finanszírozására.

## Együttműködések

### Kuanghszi Cummins Industrial Power
2011. október 11-én a LiuGong és a Cummings vállalatok aláírták közös vállalkozási szerződésüket, amelynek célja, hogy felépítsenek egy középkategóriás motorokat gyártó üzemet Liuzhouban, a Kelet-Kínában található Kuanghszi tartományban. A megállapodást a LiuGong székhelyén írta alá Wang Xiaohua, a LiuGong igazgatósági tanácsának elnöke és Steve Chapman, a Cummins China elnöke. Az együttműködésből azóta már született egy 9,3 literes motor, amelyet a közeljövőben tervez piacra dobni Kínában a két vállalat.

### Liuzhou ZF Machinery
A német ZF céggel legelőször 1995-ben kötött együttműködési megállapodást a LiuGong, hogy a fejlett nyugati technológiákhoz hozzáférjen. A közösen létrehozott vállalkozás 49%-ban a LiuGong, 51%-ban a ZF Friedrichshafen tulajdonában áll, elsősorban építőipari gépek alkatrészeinek előállításával foglalkoznak.